# كارلوس كاربونيرو
كارلوس ماريو كاربونيرو مانسيا (بالإسبانية: Carlos Mario Carbonero Mancilla)‏ (ولد في 25 يوليو 1990 في بوغوتا) لاعب كرة قدم دولي كولومبي يلعب حاليا لصالح نادي إستوديانتيس دى لا بلاتا في خط الوسط منذ 2011.

## روابط خارجية
- كارلوس كاربونيرو على موقع قاعدة بيانات كرة القدم.إي يو (الإنجليزية)
- كارلوس كاربونيرو على موقع ناشيونال فوتبول تيمز (الإنجليزية)
- كارلوس كاربونيرو على موقع Soccerway.com (الإنجليزية)
- كارلوس كاربونيرو على موقع عالم كرة القدم.نت (الإنجليزية)
- كارلوس كاربونيرو على موقع AS.com (الإسبانية)